# Johnny Roosval
John "Johnny" Roosval, né le 29 septembre 1879 à Kalmar domkyrkoförsamling et mort le 18 octobre 1965 à Hedvig Eleonora församling, est un historien de l'art suédois.

## Biographie
John (Johnny) A E Roosval naît le 29 septembre 1879 à Kalmar domkyrkoförsamling. Avant que Johnny Roosval n'atteigne l'âge de six ans, son père meurt.
Il étudie l'histoire de l'art auprès de Heinrich Wölfflin. Après avoir obtenu son doctorat à Berlin en 1903, il travaille d'abord à l'Université d'Uppsala puis à l'Université de Stockholm.
Il fut le précepteur de Rolf de Maré et devient ensuite le compagnon de la mère de ce dernier, la sculptrice Ellen von Hallwyl ; le divorce qui s'ensuivit en 1907 fit scandale.
Il présente au congrès de Stockholm une synthèse de ses recherches sur l'art médiéval des régions baltiques.
Ellen et lui font construire sur l'île de Gotland une demeure en 1915, la villa Muramaris, inspirée de l'architecture des lieux de villégiature à Capri, au milieu d'un domaine de 22 hectares.
Johnny Roosval meurt le 18 octobre 1965 à Hedvig Eleonora församling.